# Bode Chemie
Bode Chemie ist ein deutsches Chemieunternehmen, das sich auf die Herstellung von Desinfektionsmitteln und Hygieneprodukten spezialisiert hat.

## Geschichte
Das in Hamburg-Stellingen ansässige Unternehmen ging 1924 aus der Bacillolfabrik Bode & Co. hervor und war in den 1980er Jahren teilweise in der Hand der Beiersdorf AG. Zum 1. Januar 2009 wurde die Bode Chemie GmbH von der Paul Hartmann AG übernommen und somit in die Hartmann Gruppe integriert.

## Produkte
1965 wurde unter Mitarbeit des Arztes Peter Kalmár bei Bode Chemie das erste alkoholische Händedesinfektionsmittel entwickelt, das aufgrund rückfettender Substanzen eine gute Hautverträglichkeit besaß und damit marktfähig war. Das Produkt mit dem Markennamen Sterillium gehört wie das Flächendesinfektionsmittel Bacillol häufig zur Standardausstattung von Krankenhäusern. Daneben stellt Bode Chemie weitere Mittel zur Desinfektion von Haut, medizinischen Instrumenten und Flächen her. Einige der Produkte beinhalten auch hautpflegende Wirkstoffe.